# Windows Phone
Windows Phone (WP) és una família d'un sistema operatiu mòbil desenvolupat per Microsoft per a telèfons intel·ligents com el successor de reemplaçament per Windows Mobile i Zune. Les característiques de Windows Phone són una nova interfície d'usuari derivat de l'estil Metro. A diferència de Windows Mobile, té com a objectius principals el mercat de consum en lloc del mercat empresarial. Va ser llençat per primera vegada l'octubre de 2010 amb Windows Phone 7. Windows Phone 8.1 va seguir-lo, llançat a la fabricació el 14 d'abril 2014.
Windows 10 Mobile és el successor de Windows Phone 8.1 al Desembre de 2015; destaca una gran quantitat d'integració i unificació amb la seva versió de PC incloent un nou ecosistema d'aplicacions unificat, juntament amb l'ampliació del seu abast per incloure a petites tauletes.

## Història

### Desenvolupament
El treball en una de les principals actualitzacions de Windows Mobile poden haver començat ja en 2004 sota el nom en clau de «Photon», però el treball es movia lentament i el projecte va ser cancel·lat a última instància. El 2008, Microsoft va reorganitzar el grup de Windows Mobile i començar a treballar en un nou sistema operatiu per a mòbils. El producte havia d'haver-se llançat el 2009 com Windows Phone, però diversos retards van provocar Microsoft per desenvolupar Windows Mobile 6.5 com la llibertat provisional.
Windows Phone es va desenvolupar ràpidament. Un dels resultats va ser que el nou sistema operatiu no podria ser compatible amb aplicacions de Windows Mobile. Larry Lieberman, gerent sènior de producte per a Microsoft Mobile Developer Experiència, comptat d'eWeek: "Si haguéssim tingut més temps i recursos, és possible que hàgim estat capaços de fer alguna cosa en termes de compatibilitat amb versions anteriors." Lieberman va dir que Microsoft estava tractant de mirar el mercat de la telefonia mòbil en una nova forma, amb el consumidor final
en compte, així com la xarxa de l'empresa. Terry Myerson, vicepresident corporatiu d'enginyeria de Windows Phone, va dir: "Amb el pas a les pantalles tàctils capacitives, lluny del càlam, i els moviments fins a cert punt que el maquinari tria l'experiència de Windows Phone 7, vam haver de trencar la compatibilitat d'aplicacions amb Windows Mobile 6.5."

### L'associació amb Nokia
L'11 de febrer de 2011, en un esdeveniment de premsa a Londres, el CEO de Microsoft Steve Ballmer i el CEO de Nokia Stephen Elop va anunciar una aliança entre les seves empreses en les que Windows Phone es convertiria en el Sistema Operatiu dels telèfons intel·ligents primari per Nokia, en substitució de Symbian. L'esdeveniment es va centrar en gran manera en la creació d'un "nou ecosistema mòbil global", el que suggereix la competència amb Android i IOS amb les paraules "Ara és una carrera de tres cavalls". Elop va dir la raó per triar Windows Phone sobre Android, dient: "la paraula més important és "diferenciació". Entrant en l'ecosistema Android més tard, sabíem que tindríem dificultats per diferenciar-nos ". Mentre que Nokia hauria tingut més control creatiu a llarg termini amb Android (tingues en compte que MeeGo usat per Nokia s'assembla a Android més que a Windows Phone 7 com a Android i MeeGo es basen en el nucli Linux), Elop va gaudir familiaritat amb la seva companyia el passat on havia estat un alt executiu.
La parella va anunciar la integració dels serveis de Microsoft amb els mateixos serveis de Nokia; específicament:
- Bing seria alimentar cerca a través dels dispositius de Nokia
- integració de Nokia Maps amb Bing Maps
- integració de Nokia la Ovi store amb la Windows Phone Store

L'associació implica "fons que canvien de mans de les regalies, la comercialització i la distribució d'ingressos", que Microsoft va anunciar més tard que "es mesura en milers de milions de dòlars." Jo Harlow, qui Elop va aprofitar per executar un telèfon intel·ligent per a negocis de Nokia, reorganitzant el seu equip perquè coincideixi amb l'estructura liderada per Microsoft Vicepresident de Windows Phone, Terry Myerson. Myerson va ser citat dient, "Puc confiar-hi amb el que ella em diu. Ella usa la mateixa comunicació directa i genuïna per motivar el seu equip."
Els primers telèfons Nokia Lumia amb Windows va ser el Lumia 800 i el Lumia 710, es van donar a conèixer a l'octubre de 2011 en el Nokia World 2011.
Al Consumer Electronics Show en 2012 Nokia va anunciar el Lumia 900, amb una pantalla AMOLED ClearBlack de 4,3 polzades, un processador a 1.4 GHz i 16 GB d'emmagatzematge. The Lumia 900 was one of the first Windows Phones to support LTE and was released on AT&T on April 8. Una versió internacional llançada en el 2n trimestre de 2012, amb el llançament del Regne Unit al maig de 2012. El Lumia 610
va ser el primer telèfon Nokia de Windows per executar el Tango Variant (Windows Phone 7.5 Refresh) i va ser destinat als mercats emergents.
El 2 de setembre de 2013, Microsoft va anunciar un acord per adquirir la divisió de telefonia mòbil de Nokia directament, conservant l'ex CEO Stephen Elop com el cap de l'operació de dispositius de Microsoft. Els administradors de Microsoft van revelar que l'adquisició es va fer perquè Nokia conduïa el desenvolupament de la plataforma de Windows Phone per adaptar-se millor als seus productes. La fusió es va completar després de l'aprovació regulatòria en els principals mercats a l'abril de 2014. Com a resultat, la divisió de maquinari de Nokia és ara una subsidiària de Microsoft que opera sota el nom Microsoft Mobile.
Al febrer de 2014, Nokia va llançar la sèrie Nokia X dels telèfons intel·ligents, (posteriorment s'abandoni) usant una versió d'Android en forma de forqueta del projecte de codi obert Android. El sistema operatiu es va modificar; El programari de Google no es va incloure en favor de les aplicacions i serveis de Microsoft i Nokia per competir, amb una interfície d'usuari altament modificat per assemblar-se a Windows Phone.

## Versions

### Windows Phone 7

Logotip de Windows Phone 7.5

Windows Phone 7 va ser anuncuat en el Mobile World Congress a Barcelona, Catalunya, Espanya, el 15 de febrer del 2010, i llançat públicament el 8 de novembre de 2010 als Estats Units.
El 2011, Microsoft va llançar Windows Phone 7.5 Mango. L'actualització va incloure la versió mòbil de Internet Explorer 9 que suporta els mateixos estàndards gràfics que la versió d'escriptori, lamultitasca en aplicacions de tercers, La integració de Twitter en el People Hub, i accés a Windows Live SkyDrive. Una actualització menor llançada en 2012 anomenada "Tango", juntament amb altres correccions d'errors, va disminuir els requeriments de maquinari per permetre dispositius amb una CPU de 800 MHz i 256 MB de RAM per a correr Windows Phone.
Els dispositius amb Windows Phone 7 no van poder actualitzar a Windows Phone 8 per les limitacions de maquinari, Windows Phone 7.8 va ser llançat com una actualització de recurs provisional a 2013 per incloure algunes característiques de Windows Phone 8. La actualització va incloure una pantalla d'inici retocada, combinacions de colors addicional, i més opcions per als fons de pantalla.

### Windows Phone 8

Logotip de Windows Phone 8

El 29 d'octubre de 2012, Microsoft va llançar Windows Phone 8, una nova generació del sistema operatiu. Windows Phone 8 va reemplaçar a l'anterior arquitectura basada en Windows CE per un nucli basat enWindows NT i alguns components compartits amb Windows 8, permitent que les aplicacions siguin transportades a les dues plataformes.

### Windows Phone 8.1

Logotip de Windows Phone 8.1

Windows Phone 8.1 va ser anunciat el 2 d'abril del 2014, després de ser alliberat en forma de vista prèvia per a desenvolupadors el 10 d'abril 2014. Es van incloure noves característiques en el centre de notificacions, Internet Explorer 11 amb sincronització de pestanyes amb els dispositius amb Windows 8.1 i Windows Phone, control de volum separat, i l'opció de posar una pell i afegir una tercera columna de rajoles en viu a la Pantalla d'Inici. A partir d'aquesta versió, Microsoft també va reduir els requisit que tots els fabricants d'equips originals de Windows Phone inclouen un botó de la càmera i els botons físics per tornar enrere, Inici i Cerca.
Windows Phone 8.1 va incloure Cortana, un assistent de veu similar a Siri i Google Now. Cortana substitueix l'anterior funció de cerca Bing, i va ser llançat com beta als Estats Units a la primera meitat de 2014, abans de expandir-se a altres països des de la fi de l'any.

### Windows 10 Mobile

Logotip de Windows 10

Windows 10 Mobile es va anunciar el 21 de gener de l'any 2015, com un sistema operatiu mòbil per a telèfons intel·ligents i tauletes que s'executen en l'arquitectura ARM. El seu principal objectiu és la unificació amb Windows 10, el seu homòleg per a PC, en programari i serveis; d'acord amb aquesta estratègia, el nom de Windows Phone ha estat eliminat en favor de la marca de la plataforma com una edició de Windows 10, tot i que encara és una continuació de Windows Phone, i la majoria dels dispositius Windows Phone 8.1 es poden actualitzar a la plataforma.
Windows 10 Mobile posa l'accent en l'ús de programari de la Plataforma Windows Universal, el que permet a les aplicacions que es dissenyin per al seu ús a través de múltiples famílies de productes basats en Windows 10 amb codi gairebé idèntics i funcionalitat, i adaptacions de mètodes d'entrada disponibles. Quan està connectat a una pantalla externa, els dispositius també poden fer que una interfície d'escriptori reduïts al mínim, similar a Windows en els ordinadors, amb suport d'entrada per a teclat i ratolí. Windows 10 Mobile també compta amb la integració de missatges amb Skype, aplicacions actualitzades d'Office Mobile, la sincronització de les notificacions amb altres dispositius de Windows 10, el navegador web Microsoft Edge, i altres millores en la interfície d'usuari. Microsoft també està desenvolupant un programari intermediari conegut com a Pont de Windows per permetre aplicacions de iOS escrites en Objective-C per a ser portat a funcionar a Windows 10 Mobile amb canvis limitats en codi.

## Característiques

### Interfície d'usuari
Les característiques de la interfície d'usuari de Windows Phone està basada en el llenguatge de disseny de Microsoft "Metro", i es va inspirar en la interfície d 'usuari del Zune HD. La pantalla d'inici, anomenada la "Pantalla d'inici", està feta de "Rajoles Dinàmiques", que han estat la inspiració de les rajoles de Windows 8. Les rajoles són enllaços a aplicacions, característiques, funcions i elements individuals (com ara contactes, pàgines web, aplicacions o elements multimèdia). Els usuaris poden afegir, reorganitzar o eliminar les rajoles. Les rajoles són dinàmiques i s'actualitzen en temps real, per exemple, la fitxa d'un compte de correu mostra la quantitat de missatges no llegits o una rajola pot mostrar una actualització en temps real del temps. Des de llavors Windows Phone 8, les rajoles dinàmiques també es poden canviar de mida per a un aspecte petit, mitjà o gran.
Diverses funcions de Windows Phone s'organitzen en "centres", que combinen el contingut local i en línia mitjançant la integració de Windows Phone amb les xarxes socials populars tal com
Facebook, Windows Live, i Twitter. Per exemple, el centre de fotos mostra les fotografies capturades amb la càmera del dispositiu i els àlbums de fotos de Facebook de l'usuari, i el centre de Persones mostra contactes afegits de diverses fonts, inclòs Windows Live, Facebook, i Gmail. Des del centres, els usuaris poden fer comentaris i "M'agrada" directament a les actualitzacions de la xarxa social. Els altres centres incorporats són Xbox Music and Video, Xbox Live Games, Windows Phone Store, i Microsoft Office.
Windows Phone utilitza la tecnología multitàctil. La interfície d'usuari de Windows Phone predeterminada té un tema fosc que prolonga la vida de la bateria en pantalles OLED ja que els píxels totalment negres no emeten llum. D'altra banda, els usuaris poden triar un tema brillant al menú de configuració del telèfon. L'usuari també pot triar entre diversos colors d'accent. Els elements de la interfície d'usuari, com ara enllaços, botons i rajoles es mostren en el color d'accent escollit per l'usuari. Les aplicacions de tercers es poden configurar temàticament amb aquests colors. Windows Phone 8.1 introdueix les rajoles transparents i la possibilitat de personalitzar la pantalla d'inici amb una imatge de fons. La imatge és visible a través de l'àrea transparent de les rajoles i les característiques amb un efecte de desplaçament quan es desplaça i dona una il·lusió de profunditat. Si l'usuari no selecciona una imatge de fons, les rajoles es representen amb el color d'accent del tema.

### Entrada de text
Els usuaris ingressen text utilitzant un teclat virtual a la pantalla, que té una secció dedicada per a la inserció d'emoticones, and features spell checking i predicció de paraules. Els desenvolupadors d'aplicacions (tant empreses com ISV) poden especificar versions diferents del teclat virtual per limitar als usuaris a determinats conjunts de caràcters, com ara els caràcters numèrics. Els usuaris poden canviar una paraula després de la seva escriptura tocant la paraula, que invocarà una llista de paraules semblants. Prement i mantenint premudes tecles es mostraran caràcters similars. Les tecles són una mica més grans i més espaiades quan estan en mode horitzontal. Els telèfons també es poden fer amb un teclat físic per a l'entrada de text. Els usuaris també poden afegir accents a les lletres mantenint una lletra individual. A Windows Phone 8.1 s'introdueix un nou mètode d'escriure escrivint el teclat sense aixecar el dit, d'una manera similar a Swype i SwiftKey.

### Navegador web
Internet Explorer a Windows Phone permet que l'usuari mantingui una llista de pàgines web preferides i rajoles que enllacen amb pàgines web a la pantalla d'inici. El navegador admet fins a 6 pestanyes, que poden carregar-se en paral·lel. Altres característiques inclouen gestos multi-tàctil, animacions suaus d'entrada/sortida de zoom, la possibilitat de desar imatges que es troben en pàgines web, compartir pàgines web per correu electrònic i el suport per a la cerca en línia permetent a l'usuari cercar una paraula o frase en una pàgina web escrivint-la. Les pestanyes es sincronitzen amb els dispositius amb Windows 8.1 utilitzant Internet Explorer 11.

### Contactes
Els contactes s'organitzen a través del "Centre de persones", i es poden afegir contactes de manera manual o importats-los des de Facebook, Windows Live Contacts, Twitter, LinkedIn, Google, i Outlook. La secció de "Novetats" mostra a l'usuari les notícies d'un usuari de Facebook i a la secció de "Fotos" mostra imatges d'aquestes xarxes socials, mentre que la secció "Jo" del centre "Gent" mostra l'estat i les notícies de la xarxa social d'un usuari i permet veure les actualitzacions d'aquesta. Els contactes també es poden fixar a la pantalla d'inici. La "Rajola Dinàmica" de contactes mostra l'estat de la xarxa social i la imatge de perfil a la pantalla d'inici. Quan fem clic a la fitxa del contacte o accedim a la seva targeta al concentrador "Persones", es mostrarà la seva activitat recent a les xarxes socials, així com la resta de la seva informació de contacte.
Si un contacte té informació emmagatzemada a diverses xarxes, els usuaris poden enllaçar els dos comptes de contacte diferents, permetent visualitzar i accedir a la informació des d'una sola targeta. A partir de Windows Phone 7.5, els contactes també es poden ordenar a "Grups". Aquí, la informació de cadascun dels contactes es combina en una sola pàgina a la qual es pot accedir directament des del centre o fixar-se a la pantalla d'inici.

### Correu electrònic
Windows Phone és compatible amb Outlook.com, Exchange, Yahoo! Mail i Gmail nativament I admet molts altres serveis a través dels protocols POP i IMAP. En actualitzacions s'ha afegit el suport de més serveis com ara iCloud i IBM Notes Traveler. Els contactes i calendaris també es poden sincronitzar amb aquests serveis. Els usuaris també poden cercar a través del seu correu electrònic cercant el tema, cos, remitents i receptors. Els correus electrònics es mostren amb subprocessos, i es poden combinar diverses safates d'entrada de correu electrònic en una sola vista (una característica comunament coneguda com a "safata d'entrada combinada") o es poden veure per separat.

### Multimèdia

El centre de Música + Video a Windows Phone

Xbox Music i Xbox Video són centres multimèdia integrats que ofereixen funcions d'entreteniment i sincronització entre PC, Windows Phone i altres productes de Microsoft. Els dos centres es van combinar anteriorment fins que les aplicacions independents es van publicar a la darreria de 2013, poc abans de la sortida de Windows Phone 8.1. Els centres permeten als usuaris accedir a música, vídeos i podcasts emmagatzemats al dispositiu i enllacen directament a la "Xbox Music Store" per comprar o llogar música i "Xbox Video Store" per comprar pel·lícules i episodis de series televisió. Xbox Music també permet a l'usuari reproduir música amb un Xbox Music Pass. Quan es navega per la música d'un artista en concret, els usuaris poden veure biografies i fotografies dels artistes. El centre de Xbox Music també s'integra amb moltes altres aplicacions que proporcionen serveis de vídeo i música, incloent-hi, entre d'altres, iHeartRadio, YouTube i Vevo. Aquest centre també inclou Smart DJ que recopila una llista de reproducció de cançons emmagatzemades al telèfon similar a la cançó o artista seleccionada.
El Centre de Fotografies mostra a l'usuari els àlbums de fotos de Facebook i OneDrive, així com fotos realitzades amb la càmera integrada del telèfon. Els usuaris també poden pujar fotos a xarxes socials, comentar fotos pujades per altres persones i etiquetar fotos publicades a les xarxes socials. Els gestos multi-tàctics permet augmentar o disminuir el zoom de les fotos.
Una aplicació d'administració de fitxers oficial anomenada  'Fitxers' , que es pot descarregar des de la Windows Phone Store, permet als usuaris moure i reorganitzar documents, vídeos, música i altres fitxers al disc dur del dispositiu o a una targeta SD externa.

#### Suport multimèdia
Windows Phone suporta els estàndards WAV, MP3, WMA, AMR, AAC/MP4/M4A/M4B i 3GP/3G2. Els formats de fitxer de vídeo compatibles amb WP inclouen els estàndards WMV, AVI, MP4/M4V, 3GP/3G2 i MOV. Aquests formats d'àudio i vídeo compatibles dependrien dels còdecs que hi figuren. També s'ha informat anteriorment que els còdecs DivX i Xvid amb el format d'arxiu AVI també es poden reproduir en dispositius WP.
Tingueu en compte que Windows Phone no admet fitxers de mitjans protegits per DRM que s'obtenen de serveis diferents com Xbox Music Pass.
Els formats d'arxiu d'imatge que són compatibles inclouen JPG/JPEG, PNG, GIF, TIF i Bitmap (BMP).
Els usuaris també poden afegir tons de trucada personalitzats que tinguin menys de 1 MB i menys de 40 segons. La transmissió DLNA i 3D estereoscòpica també són compatibles.

### Jocs
El "Centre de Jocs" proporciona accés a jocs en un telèfon, juntament amb les funcionalitats de Xbox Live, incloent la capacitat a l'usuari de interarticular amb el seu avatar, veure i editar el seu perfil, veure els seus assoliments i veure taules de classificació, i enviar missatges als teus amics a Xbox Live. El centre també inclou una àrea per gestionar les invitacions i convertir notificacions en jocs multijugador basats en el torn. Els jocs són descarregats des de la Windows Phone Store.

### Cerca
Bing és el motor de cerca predeterminat en els telèfons Windows Phone perquè les seves funcions estan profundament integrades al sistema operatiu (que també inclou la utilització del seu servei de mapes per a cerques i consultes basades en la ubicació). No obstant això, Microsoft ha declarat que es poden utilitzar altres motors de cerca.
A l'àrea de cerques basades en la ubicació, Bing Maps (que funciona amb els serveis d'ubicació de Nokia) proporciona un servei de navegació pas a pas als usuaris de Windows Phone i mostra punts d'interès com atraccions i restaurants a la zona propera. Als dispositius Nokia, Nokia Here Maps està preinstal·lat en lloc de Bing Maps.
A més, Bing Audio permet que l'usuari coincideixi amb una cançó amb el seu nom i Bing Vision permet a l'usuari escanejar codis de barres, codis QR i altres tipus d'etiquetes.

#### Cortana
Tots els Windows Phone tenen un botó de cerca física dedicat o un botó de Cerca a la pantalla, que anteriorment estava reservat per a l'aplicació de Bing Search, però ve ser substituït als dispositius amb Windows Phone 8.1 al Regne Unit i als Estats Units per Cortana, un assistent personal digital que també es pot duplicar com a aplicació per a cerques bàsiques.
Cortana permet als usuaris fer tasques com recordatoris de calendari establerts i alarmes, i reconeix la veu natural d'un usuari, i es pot utilitzar per respondre preguntes (com ara les condicions meteorològiques actuals, resultats esportius i biografies). L'aplicació també manté un "Quadern" per conèixer el comportament d'un usuari al llarg del temps i crear recordatoris a mida. Els usuaris poden editar el "Quadern" per mantenir la informació de Cortana o revelar més sobre ells mateixos.

### Suite d'Office

Microsoft Office Mobile a Windows Phone 8

Tots dispositius amb Windows Phone tenen l'aplicació de Microsoft Office Mobile, que proporciona la interoperabilitat entre Windows Phone i la versió d'escriptori de Microsoft Office. Les aplicacions Word Mobile, Excel Mobile, PowerPoint Mobile, and SharePoint Workspace Mobile estan accessibles a través d'un sol "Centre d'Office," i permet que la majoria dels formats de fitxers de Microsoft Office es puguin visualitzar i editar directament en un dispositiu Windows Phone. El "Centre d'Office" pot accedir als fitxers de OneDrive i Office 365, així com fitxers que s'emmagatzemen localment al disc dur del dispositiu. Encara que no estiguin instal·lats prèviament als dispositius Windows Phone en el "Centre d'Office," OneNote Mobile, Lync Mobile, i OneDrive per Empreses es poden descarregar per separat com a aplicacions independents de la Windows Phone Store.

### Multitasca
La multitasta a Windows Phone és invocada a pressionant la fletxa "enrere" durant un temps, que està present a tots els telèfons Windows. Windows Phone 7 utilitza un commutador de tasques basat en targetes, mentre que les versions posteriors de Windows Phone utilitzen la multitasca de fons real.

### Sincronització

#### Windows Phone 7
El programari de Zune gestiona el contingut dels dispositius amb Windows Phone 7 i Windows Phone pot sincronitzar-se amb el programari de Zune sense fils.

#### Versions posteriors
La sincronització de contingut entre Windows Phone 8 i 8.1 i ordinadors personals Windows o Mac es proporciona a través de la aplicació de Windows Phone, que està disponible per a tots dos Windows i Mac OS X. És el successor oficial del programari Zune només per a Windows Phone 8 i Windows Phone 8.1, i permet als usuaris transferir continguts com ara música, vídeos i documents.
Els usuaris també tenen la capacitat d'utilitzar una funció "Toqueu i envieu" que permet la transferència de fitxers entre telèfons Windows i dispositius compatibles amb NFC a través de NFC.

### Actualitzacions

Una notificació de prova d'una "actualització disponible" pop-up a l'emulador de Windows Phone.

Les actualitzacions de programari es lliuren als usuaris de Windows Phone a través de Microsoft Update, com passa amb altres sistemes operatius de Windows. Microsoft inicialment tenia la intenció d'actualitzar directament qualsevol telèfon que tingués Windows Phone en lloc de dependre en els OEMs o dels operadors de telefonia mòbil, però el 6 de gener de 2012, Microsoft va canviar la seva política per permetre als operadors decidir si es lliurarà una actualització.
Tot i que els usuaris de Windows Phone 7 havien d'adjuntar els seus telèfons a una PC per instal·lar actualitzacions, quan es va llençar Windows Phone 8, totes les actualitzacions es realitzen a través de descàrregues a través de l'aire. Des de Windows Phone 8, Microsoft també ha començat a publicar actualitzacions menors que afegeixen funcions a una versió actual del sistema operatiu durant tot l'any. Aquestes actualitzacions es van etiquetar per primera vegada com a "Publicacions generals de distribució" (o GDR), però més endavant es van tornar a publicar com a "Actualitzacions".
Totes les aplicacions de tercers es poden actualitzar automàticament des de la Windows Phone Store.

### Plataforma publicitària
Microsoft també ha llançat una plataforma publicitària per a la plataforma Windows Phone. El director general d'estratègies de i Desenvolupament de Negocis de Microsoft, Kostas Mallios, va dir que Windows Phone serà una "màquina de publicació d'anuncis", que emetrà contingut publicitari i de marca a l'usuari. La plataforma comptarà amb rajoles publicitàries properes a les aplicacions i notificacions de finestres emergents, que portarà l'actualització de notificacions publicitàries. Mallios va dir que Windows Phone podrà "preservar l'experiència de la marca directament des del lloc web fins a l'aplicació", i que Windows Phone "permet als anunciants connectar-se amb els consumidors amb el temps". Mallios va continuar: "ara podeu enviar informació com a anunciant i mantenir-vos en contacte amb el vostre client. És una relació dinàmica que es crea i ofereix un diàleg permanent amb el consumidor".

### Bluetooth
Windows Phone és compatible amb els següents perfils Bluetooth:
1. Perfil de distribució d'àudio avançat (A2DP 1.2)
2. Perfil de control remot d'àudio/vídeo (AVRCP 1.3)
3. Perfil de mans lliures (HFP 1.5)
4. Perfil d'auriculars (HSP 1.1)
5. Perfil d'accés al llibre de telèfon (PBAP 1.1)
6. Transferència de fitxers Bluetooth (OBEX) (des de Windows Phone 7.8)

El suport de Windows Phone BTF està disponible des de Windows Phone 7.8, però es limita a la transferència d'imatges, música i vídeos a través d'una aplicació 'Bluetooth Share'.

### Característiques addicionals
Microsoft manté un lloc on la gent pot enviar i votar les funcions que li agradaria veure afegit a Windows Phone.

## Botiga
La Windows Phone Store s'utilitza per distribuir digitalment música, contingut de vídeo, podcasts, i aplicacions de tercers als telèfons Windows Phone. La botiga és accessible a través del client Zune Software o el centre de Windows Phone Store en els dispositius (tot i que els vídeos no es poden baixar a través del centre de la botiga i s'han de baixar i sincronitzar a través del programari Zune). La botiga està gestionada per Microsoft, que inclou un procés d'aprovació. A partir de març de 2012, la Windows Phone Store està disponible en 54 països.

### Música i vídeos
Xbox Music ofereix fins a 50 milions de cançons (aproximadament) a 320 kbit/s lliure de DRM en format MP3 des dels quatre grans grups de música (EMI, Warner Music Group, Sony BMG i Universal Music Group), així com etiquetes de música més petites. Xbox Video ofereix pel·lícules en alta definició de Paramount, Universal, Warner Brothers i altres estudis, també ofereixen programes de televisió de les cadenes de televisió populars.
Microsoft també ofereix el servei de subscripció de música Xbox Music Pass, que permet als subscriptors descarregar un nombre il·limitat de cançons mentre la seva subscripció estigui activa i reproduir-les en els dispositius actuals de Microsoft.

### Aplicacions i jocs

#### Desenvolupament
Les aplicacions i jocs de tercers per a Windows Phone es poden basar en XNA, una versió específica de Windows Phone de Silverlight, el Windows Phone App Studio basat en la interfície gràfica d'usuari, e el Windows Runtime, que permet als desenvolupadors desenvolupar una aplicació per a les dues Windows Store i Windows Phone Store simultàniament. Els desenvolupadors d'aplicacions poden desenvolupar aplicacions que utilitzin C# / Visual Basic .NET (.NET), C++ (CX) o HTML5/Javascript.
Per a les aplicacions de Windows Phone dissenyades i provades en Visual Studio o Visual Studio Express, Microsoft ofereix eines per als desenvolupadors de Windows Phone, que només s'executen Windows Vista#Service Pack 2 i superior, com a extensió Microsoft també ofereix Expression Blend per a Windows Phone de franc. El 29 de novembre de 2009, Microsoft va anunciar una versió publicada a la web (RTW) de la seva eina de desenvolupament Visual Basic .NET, per contribuir al desenvolupament de les aplicacions de Windows Phone a Visual Basic.
Les versions posteriors de Windows Phone suporten el funcionament de codi administrat a través d'un Common Language Runtime similar al que utilitza Windows, a diferència de la .NET Compact Framework. Això, juntament amb el suport per a les biblioteques natives C i C++, permet que alguns programes d'escriptori tradicionals de Windows es puguin transferir fàcilment a Windows Phone.

#### Presentació
Els desenvolupadors de Windows Phone i Xbox Live registrats poden enviar i gestionar les aplicacions de tercers per a les plataformes a través de centre d'aplicacions web. El Centre d'aplicacions ofereix eines de desenvolupament i suport per a desenvolupadors d'aplicacions de tercers. Les sol·licituds presentades es sotmeten a un procés d'aprovació de verificacions i validacions per comprovar si qualifiquen els criteris d'estandardització d'aplicacions establerts per Microsoft. El cost de les aplicacions que s'aproven correspon al desenvolupador, però Microsoft prendrà el 20% dels ingressos (l'altre 80% es dirigeix al desenvolupador). Microsoft només pagarà als desenvolupadors una vegada que arribi a una xifra de vendes establerta, i retendrà un 30% d'impostos de desenvolupadors no nord-americans, tret que es registrin primerament al Servei d'Impostos Interns del Govern dels Estats Units. Microsoft només paga els desenvolupadors d'una llista de trenta països. També es paga una tarifa anual per als desenvolupadors que vulguin enviar aplicacions.
Per tal que aparegui una aplicació a la Windows Phone Store, s'ha de presentar la sol·licitud per l'aprovació de Microsoft. Microsoft ha detallat el contingut que no permetrà a les aplicacions, que inclou contingut que, entre altres coses, defensa la discriminació o l'odi, promou l'ús de drogues, alcohol o tabac, o inclou material sexualment suggerent.

## Maquinari
Els dispositius Windows Phone 7 van ser produïts per primera vegada HTC, LG i Samsung. Després es van unir Acer, Alcatel, Fujitsu, Toshiba, Nokia, i el OEM xinès ZTE.
Els dispositius Windows Phone 8 van ser produïts per HTC, Huawei, Nokia, i Samsung.
Al Mobile World Congress 2014, Microsoft va anunciar que els pròxims dispositius Windows Phone 8.1 seran fabricats per Celkon, Gionee, HTC, Huawei, JSR, Karbonn, LG, Lenovo, Longcheer, Micromax, Microsoft Mobile, Samsung, Xolo, i ZTE entre d'altres. Sony (sota la marca Xperia o Vaio) també ha manifestat la seva intenció de produir dispositius Windows Phone en un futur pròxim. Yezz va anunciar dos telèfons intel·ligents al maig, i en Computex 2014 BYD, Compal, Pegatron, Quanta i Wistron també van ser nomenats com a nous OEM de Windows Phone.
L'agost de 2014, Huawei va dir que deixava de tenir suport per a Windows Phone a causa de les baixes vendes.

## Recepció

### Interfície d'usuari
La recepció de Metro UI i la interfície general del SO també han estat molt elogiats pel seu estil, Amb ZDNet notant la seva originalitat i aspecte net i polit. Engadget i ZDNet van aplaudir la integració de Facebook al centre de Persones, així com altres funcions integrades, com ara Windows Live, etc. Tanmateix, a la versió 8.1, s'ha eliminat la integració de Facebook i Twitter una vegada que s'han d'accedir a les actualitzacions dels llocs de les xarxes socials a través de les seves respectives aplicacions.

#### Windows Phone 7 (2010–2012)
D'acord amb Gartner, hi havia 1,6 milions de dispositius que tenien Microsoft OS venut als clients en el primer trimestre de 2011 a tot el món. 1.7 milions de telèfons intel·ligents que utilitzaven un SO mòbil de Microsoft es van vendre en el Q2 2011, per un 1,6% de quota de mercat. El tercer trimestre de 2011, la quota de mercat mundial de Microsoft es va reduir lleugerament a l'1,5%. En el quart trimestre de 2011, la quota de mercat es va incrementar fins a l'1,9%, i es va mantenir en l'1,9% del primer trimestre de 2012. Tanmateix, cal assenyalar que aquests informes per a Q2, Q3 i Q4 de l'any 2011 inclouen tant Windows Phone com una part petita de Windows Mobile, que es troben en el mateix bàner de "Microsoft Mobile OS", i no fan la distinció de separar els valors del mercat els dos. Segons Nielsen, Windows Phone va tenir una quota de mercat de l'1,7% en el primer trimestre de 2012, I després va retrocedir a l'1,3% el 2T 2012.

#### Windows Phone 8 (2012–2015)
Després del llançament de Windows Phone 8, Gartner va informar que la quota de mercat de Windows Phones salta al 3% en el Q4 de 2012, un increment del 124% respecte al mateix període de 2011.
A mitjans de 2012, IDC havia suggerit que Windows Phone podria superar la plataforma BlackBerry i fins i tot potencialment iOS, a causa de la dominància de Nokia en mercats emergents com Àsia, Amèrica Llatina i Àfrica, com l'iPhone es va considerar massa car per a la majoria d'aquestes regions i BlackBerry OS possiblement tindrà una destinació similar a la de Symbian. Les projeccions de IDC van ser parcialment correctes, ja que en el primer trimestre de 2013 Windows Phone va superar el volum d'enviaments a BlackBerry per primera vegada. IDC va haver de reduir les prediccions de Windows Phone una vegada més, fins al 7 per cent del mercat total el 2018, a causa del lent creixement.
A partir del tercer trimestre del 2013, Gartner va informar que Windows Phone té una quota de mercat mundial del 3,6%, un 123% més que en el mateix període de 2012 i superava la taxa de creixement d'Android. Segons l'informe d'octubre de Kantar, Windows Phone va representar el 10,2% de totes les vendes de telèfons intel·ligents a Europa i el 4,8% de totes les vendes als Estats Units. Alguns analistes han atribuït aquest augment en les vendes tant a Windows Phone 8 com a l'èxit de Nokia per comercialitzar telèfons Windows de baix i mitjà rang com ara el Lumia 520 i el Lumia 620 a un públic més jove. Gartner va informar que la quota de mercat de Windows Phone va acabar el 2013 en el 3,2%, que, mentre que el tercer trimestre de 2013 encara era una millora del 46,7% respecte al mateix període de 2012.
IDC va informar que la quota de mercat de Windows Phone va arribar al màxim el 2013 al 3,4%, havia baixat fins al 2,5% el segon trimestre del 2014.

### Interès per a desenvolupadors
Els programes d'iniciativa i màrqueting de desenvolupadors de Microsoft han guanyat l'atenció dels desenvolupadors d'aplicacions. A partir del tercer trimestre de 2013, una mitjana del 21% dels desenvolupadors de mòbils utilitza la plataforma de Windows Phone, amb un altre 35% indicant que estan interessats a adoptar-la. Alguns informes han indicat que els desenvolupadors poden estar menys interessats en desenvolupar per a Windows Phone a causa d'un menor ingrés publicitari en comparació amb les plataformes competidores. La principal crítica de Windows Phone segueix sent la manca d'aplicacions en comparació amb iOS i Android. Els desenvolupadors estan recuperant la plataforma i retirant aplicacions a causa de la baixa quota de mercat.